# Псарёво (деревня, Можайский городской округ)
Псарёво — деревня в Можайском районе Московской области в составе сельского поселения Бородинское. На 2010 год, по данным Всероссийской переписи 2010 года, постоянного населения не зафиксировано. До 2006 года Псарёво входило в состав Бородинского сельского округа.
Местные и окрестные жители часто называют деревню Псари.
Деревня расположена в западной части района, примерно в 9 км к западу от Можайска, на левом берегу реки Станица (приток Колочи), высота центра над уровнем моря 213 м. Ближайшие населённые пункты — Татариново в полукилометре на север и Бородинское Поле в 1 км на восток.